# Aethianoplis excavata
Aethianoplis excavata là một loài tò vò trong họ Ichneumonidae.